# Heroïsche Tijd van Antarcticaverkenningen
De Heroïsche Tijd van Antarcticaverkenningen was een periode van vijfentwintig jaar, tussen 1897 en 1922, waarin zeventien grote expedities naar Antarctica voeren om het continent verder te verkennen. 

## Voorgeschiedenis

### James Cook
De eerste persoon die ten zuiden van 70 graden zuiderbreedte voer, was James Cook (1728-1779). Cook voer met twee schepen, de HMS Revolution en de HMS Adventure, vanaf 1772 zuidwaarts. Op 22 november kwam hij aan in Kaapstad. Van daaruit voer hij naar het zuiden. Op 10 december 1772 zag Cook voor het eerst pakijs. Op 17 januari 1773 bereikten ze de zuidpoolcirkel op 66°20 graden zuiderbreedte. Verder zuidwaarts varen was niet mogelijk door het pakijs, waardoor hij rechtsomkeer maakte richting Nieuw-Zeeland.
Op 30 januari 1774 bereikten Cook en zijn bemanning 71°10 graden zuiderbreedte. Een record dat 49 jaar zou standhouden. 

### James Weddell
In 1823 bereikte James Weddell (1787-1834) 74°15 graden tot aan de, later naar hem vernoemde Weddellzee. Weddell was zich niet bewust van het feit dat hij dicht bij land was. Hij keerde terug vanaf dit punt, omdat hij dacht dat de zee zou reiken tot aan de Zuidpool.

### James Clark Ross
In 1839 vertrok James Clark Ross (1800-1862) op expeditie naar de Zuidpool. Zijn schip zou op nieuwjaarsdag 1841 de zuidpoolcirkel bereiken. Op 11 januari ontdekte hij een bergachtige kustlijn. Hij noemde het gebied Victorialand naar Koningin Victoria van het Verenigd Koninkrijk. Op 23 januari brak hij het record van Weddell. Enkele dagen later ontdekte hij de Mount Erebus en de Mount Terror. Ross zocht een doorgang, maar vond deze niet, waarop hij noordwaarts terugkeerde.
In 1842 vond hij een doorgang die hem zou brengen tot op 78°09 graden zuiderbreedte. Het door hem ontdekte eiland Ross werd later naar hem vernoemd.

## Expedities 1897–1922
| Jaar      | Land                       | Expeditie                                | Schip                    | Leider                | Omschrijving |
| --------- | -------------------------- | ---------------------------------------- | ------------------------ | --------------------- | --- |
| 1897-1899 | België                     | Belgische Antarctische expeditie         | Belgica                  | Adrien de Gerlache    | Dit was de eerste expeditie die overwinterde binnen de Antarctische cirkel nadat het schip zichzelf vastvoer in de Bellingshausenzee. Van hieruit deden ze observaties. Als Farthest South bereikten ze 71°30' zuiderbreedte. Ze ontdekten de Gerlachestraat. Roald Amundsen maakte deel uit van deze expeditie. |
| 1898-1900 | Verenigd Koninkrijk        | Britse Antarctische expeditie            | SS Southern Cross (1886) | Carsten Borchgrevink  | De eerste expeditie die overwinterde op het vasteland, nabij Kaap Adare. Borchgrevink was de eerste die gebruik maakte van honden en sledes. Hij beklom het Ross-ijsplateau. Als Farthest South bereikten ze 78°30' zuiderbreedte.                                                                               |
| 1901-1904 | Verenigd Koninkrijk        | Discovery-expeditie                      | Discovery                | Robert Falcon Scott   | Het team van Scott maakte de eerste beklimming van de Western Mountains in Victorialand. Ze bereikten een nieuw Farthest South van 82°11' zuiderbreedte. Het was de eerste expeditie die zijn basis had op McMurdo Sound.                                                                                        |
| 1901–1903 | Duitse Keizerrijk          | Gauss-expeditie                          | Gauss                    | Erich von Drygalski   | Deze expeditie ontdekte Keizer Wilhelm II Land. |
| 1901-1903 | Zweden                     | Zweedse Antarctische expeditie           | Antarctic                | Otto Nordenskjöld     | Deze expeditie deed onderzoek in de buurt van Grahamland. |
| 1902–1904 | Verenigd Koninkrijk        | Schotse Nationale Antarctische expeditie | Scotia                   | William Speirs Bruce  | De expeditie installeerde een permanent weerstation op Antarctica en deed onderzoek in de Weddellzee. |
| 1903–1905 | Frankrijk                  | Derde Franse Antarctische expeditie      | Français                 | Jean-Baptiste Charcot | De missie van deze expeditie was om de eilanden op Grahamland in kaart te brengen. |
| 1907–1909 | Verenigd Koninkrijk        | Nimrod-expeditie                         | Nimrod                   | Ernest Shackleton     | Deze expeditie bereikte een Farthest South van 88°23' zuiderbreedte. Mount Erebus werd voor het eerst beklommen. |
| 1908-1910 | Frankrijk                  | Vierde Franse Antarctische expeditie     | Pourquoi-Pas? IV         | Jean-Baptiste Charcot | De vierde Franse Antarctische expeditie zette het werk verder van de derde Franse Antarctische expeditie. |
| 1910–1912 | Japan                      | Japanse Antarctische expeditie           | Kainan Maru              | Nobu Shirase          | De eerste niet-Europese expeditie voer naar King Edward VI-land. |
| 1910–1912 | Noorwegen                  | Zuidpoolexpeditie van Amundsen           | Fram                     | Roald Amundsen        | Amundsen bereikte als eerste de Zuidpool in 1911. |
| 1910–1913 | Verenigd Koninkrijk        | Terra Nova-expeditie                     | Terra Nova               | Robert Falcon Scott†  | Scott bereikte de Zuidpool 33 dagen na Amundsen. Het voltallige team dat de Zuidpool had bereikt, kwam om het leven. |
| 1911–1913 | Duitse Keizerrijk          | Tweede Duitse Antarctische expeditie     | Deutschland              | Wilhelm Filchner      | Deze expeditie ontdekte het Filchner-Ronne-ijsplateau. |
| 1911–1914 | Australië en Nieuw-Zeeland | Australazische Antarctische expeditie    | Aurora                   | Douglas Mawson        | Deze expeditie deed verder onderzoek langs de kustlijn van Antarctica. |
| 1914–1917 | Verenigd Koninkrijk        | Endurance-expeditie                      | Endurance                | Ernest Shackleton     | Laatste grote expeditie. De expeditie had als doel om Antarctica over te steken. |
| 1914–1917 | Verenigd Koninkrijk        | Ross Sea Party                           | Aurora                   | Aeneas Mackintosh†    | Deze expeditie ondersteunde de Endurance-expeditie. |
| 1921–1922 | Verenigd Koninkrijk        | Shackleton–Rowett-expeditie              | Quest                    | Ernest Shackleton†    | De expeditie wilde verder onderzoek doen, maar besloot huiswaarts te keren na de dood van Ernest Shackleton. |